# Lay Low
Lay Low is een single van de Nederlandse DJ Tiësto, dat uitgebracht werd op 6 januari 2023. Het nummer komt op zijn aankomende album Drive te staan. Lay Low is een echt dansvloer nummer met popinvloeden, wat het erg radiovriendelijk maakt. Het nummer scoorde goed in Vlaanderen met een piek op plaats 13, in Nederland en Oostenrijk scoorde het nummer nog beter met een piek op 9. In 2023 stond het nummer op de hoogste positie in de Dance 15 van The X Vibe, een jaarlijkse hitlijst met de populairste dancenummers van het jaar.